# 文森特諾弗萊
18°23′N 71°11′W / 18.383°N 71.183°W
文森特諾弗萊（西班牙語：Vicente Noble），是多明尼加共和國的城鎮，位於該國西南部，由巴拉奧納省負責管轄，面積225.63平方公里，2012年人口14,758，人口密度每平方公里65人。